# James Alexander Green
James Alexander Green (* 26. Februar 1926 in Rochester, New York; † 7. April 2014 in Oxford, Oxfordshire) war ein britischer Mathematiker, der sich mit der Darstellungstheorie von Gruppen beschäftigte.
Green hatte schottische Vorfahren, die Familie zog über Toronto 1934 wieder nach Großbritannien, wo Greens Vater Französisch-Professor in Cambridge war. Green studierte an der University of St. Andrews und der Cambridge University (St. Johns College), wo er 1951 bei Philip Hall promovierte. Während des Zweiten Weltkriegs arbeitete er am Enigma-Entzifferungsprojekt in Bletchley Park. Er lernte dort seine spätere Frau kennen, die er 1950 heiratete. Er war Lecturer an der University of Manchester, 1965 an der University of Sussex und ab 1966 an der University of Warwick.
1955 bestimmte er die Charaktere der allgemeinen linearen Gruppe über endlichen Körpern vollständig (The Characters of the finite general linear group, Transactions American Mathematical Society, Bd. 80, 1955, S. 402). Verschiedene Konzepte in der Darstellungstheorie sind nach ihm benannt, wie Green-Korrespondenz in der modularen Darstellungstheorie endlicher Gruppen, Green-Relationen bei Halbgruppen und Green-Funktionen in der Darstellungstheorie endlicher Gruppen vom Lie-Typ. Er entwickelte die kategoriale und axiomatische Gruppentheorie und leistete wichtige Beiträge zur polynomialen Darstellungstheorie der allgemeinen linearen Gruppe und damit zusammenhängend die Untersuchung der Schur-Algebra. In den 1990er Jahren untersuchte er auch die Darstellungen von Quantengruppen über eine Verbindung mit Hall-Algebren.
1987 wurde er Mitglied der Royal Society. Er erhielt 2001 die De-Morgan-Medaille der London Mathematical Society und 1984 den Senior Berwick-Preis.

## Schriften
- Polynomial Representations of GL(n), Springer, Lecture Notes in Mathematics Bd. 830, 1980, 2007
- Vorlesungen über modulare Darstellungstheorie endlicher Gruppen, Gießen, Mathematisches Institut, 1974